# Kollegienkirche (Salzburg)

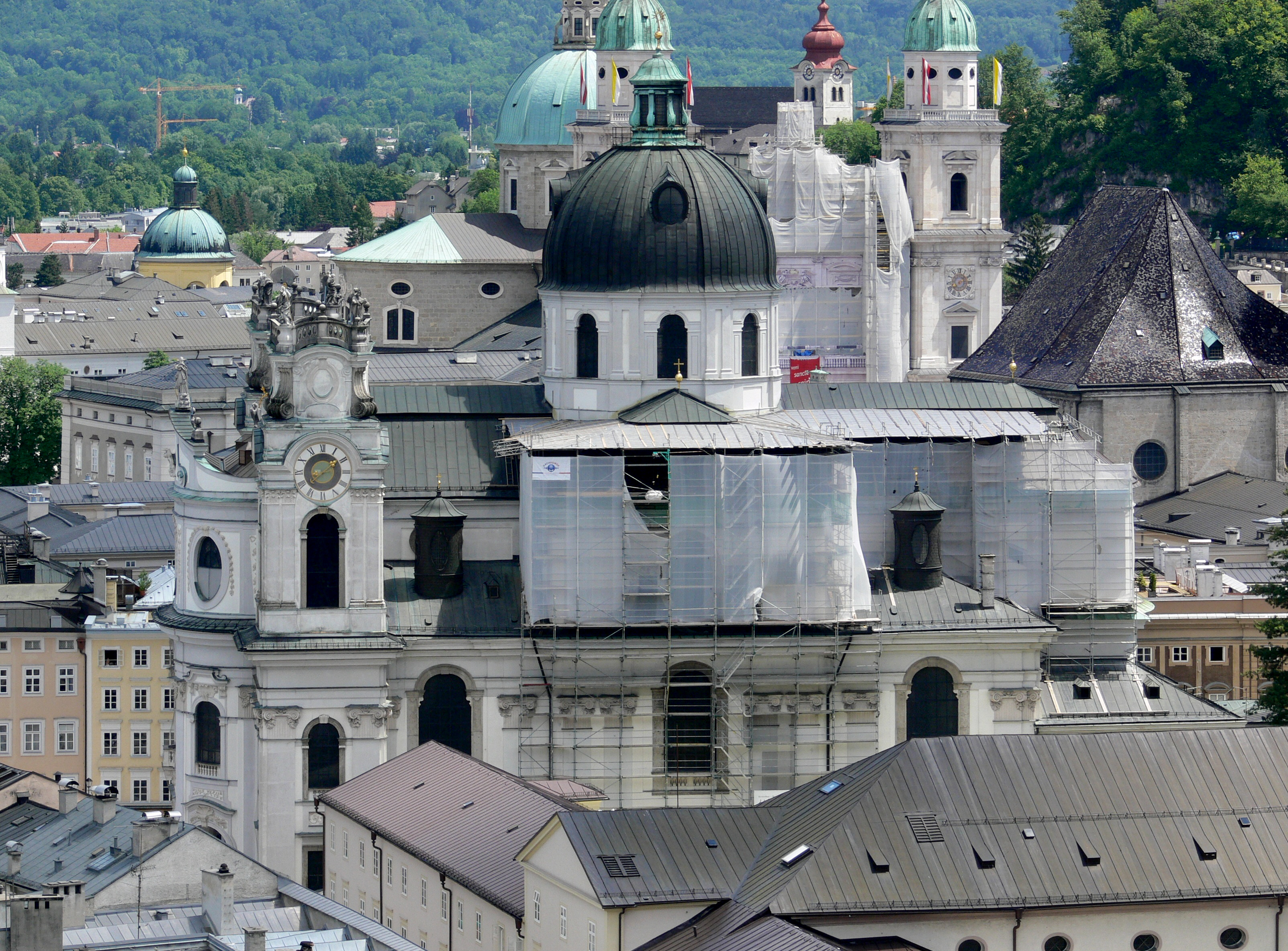
Kollegienkirche in Salzburg

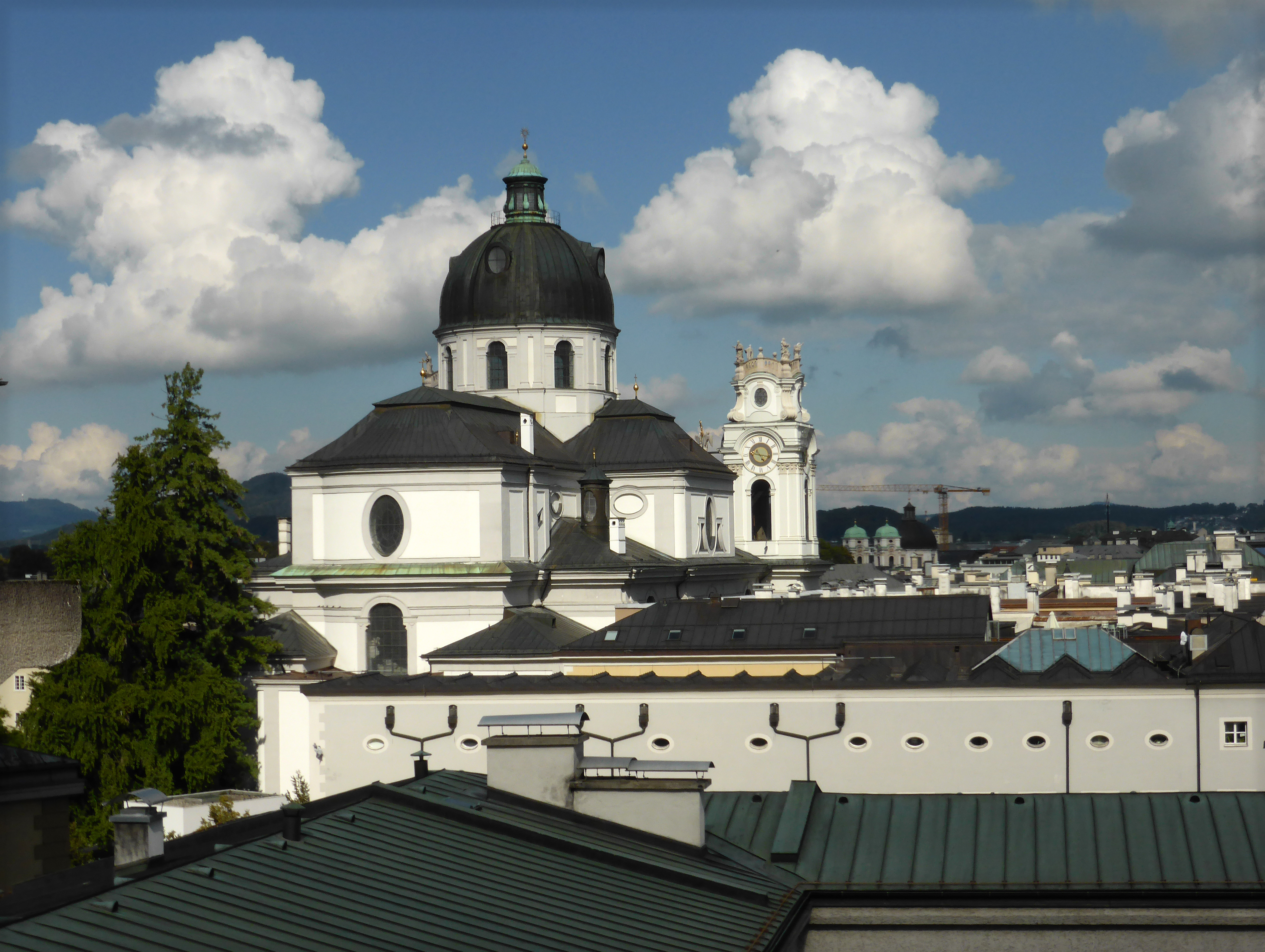
Blick vom Mönchsberg

Die Kollegienkirche in Salzburg ist die Kirche der Universität Salzburg und stammt aus dem Barock. Sie befindet sich am Universitätsplatz. Das Patrozinium ist die Unbefleckte Empfängnis Mariä, das Patroziniumsfest, ein Hochfest und in Österreich gesetzlicher Feiertag, wird am 8. Dezember begangen.
Die Kirche steht unter Denkmalschutz und gehört zum UNESCO-Welterbe Historisches Zentrum der Stadt Salzburg.

## Geschichte

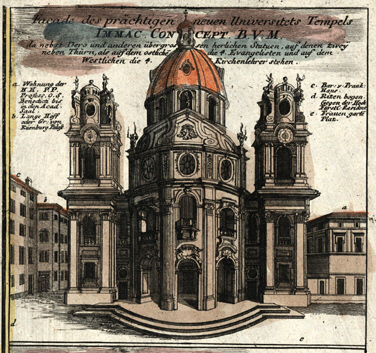
Fassade, Stich um 1712

Schon Fürsterzbischof Paris von Lodron plante die Errichtung dieser eigenen römisch-katholischen Salzburger Universitätskirche auf dem Grund des ehemaligen Frauengartens. Es sollte noch mehr als 70 Jahre dauern, bis die neue Kirche vom Architekten Johann Bernhard Fischer von Erlach fertiggestellt und 1707 zu Ehren der Unbefleckten Jungfrau Maria eingeweiht wurde. Bis zum Bau der Kollegienkirche diente die Große Aula der Universität (neben der kleinen Hauskapelle Sacellum) nicht nur als Theatersaal, sondern gemeinsam mit dem kleinen Sacellum auch als sakraler Raum für die Gottesdienste der Universität. Auch Guidobald von Thun und Max Gandolf von Kuenburg konnten das Versprechen des Kirchbaues nicht erfüllen. Fürsterzbischof Johann Ernst von Thun erst setzte gegen Widerstände den Kirchenbau um. Vor allem Josef von Kuenburg setzte sich zur Wehr, weil seiner Meinung nach sein Kuenburgscher Langenhof an der Kirchgasse (heute Sigmund-Haffner-Gasse) dadurch beeinträchtigt würde.
In der Zeit der Besatzung durch französische Truppen unter Bonaparte diente die Kollegienkirche als militärisches Heulager. In Folge der Auflösung der Universität im Jahr 1810 wurde sie später, in der Zeit der Monarchie, Garnisonskirche. 1922 wurde hier im Rahmen der Salzburger Festspiele erstmals Das Salzburger große Welttheater von Hugo von Hofmannsthal aufgeführt. Die Kollegienkirche ist bis heute eine Spielstätte der Salzburger Festspiele.
Seit 1964 ist die Kollegienkirche wieder Universitätskirche, am 18. Mai 2008 erhielt sie den Rang einer Pfarrkirche des Universitätspfarrsprengels Hochschulgemeinde Salzburg (als Personalpfarre). Universitätspfarrer ist seit 2013 Dr. Johann Wilhelm Klaushofer (Stand August 2014).
Eine Generalsanierung des Gebäudes wurde Anfang der 2000er-Jahre immer dringlicher, da auch tragende Teile des hölzernen Dachstuhls stark pilzbefallen waren; im Jahr 2003 setzten die ersten diesbezüglichen Außenarbeiten ein. Im Inneren wurde modellhaft anfangs nur die Kapelle des heiligen Ivo restauriert, der dann das gesamte Erscheinungsbild folgte. 2010 war die Apsis wiedergestellt und Ende 2013 die Generalsanierung weitgehend abgeschlossen.

## Architektur

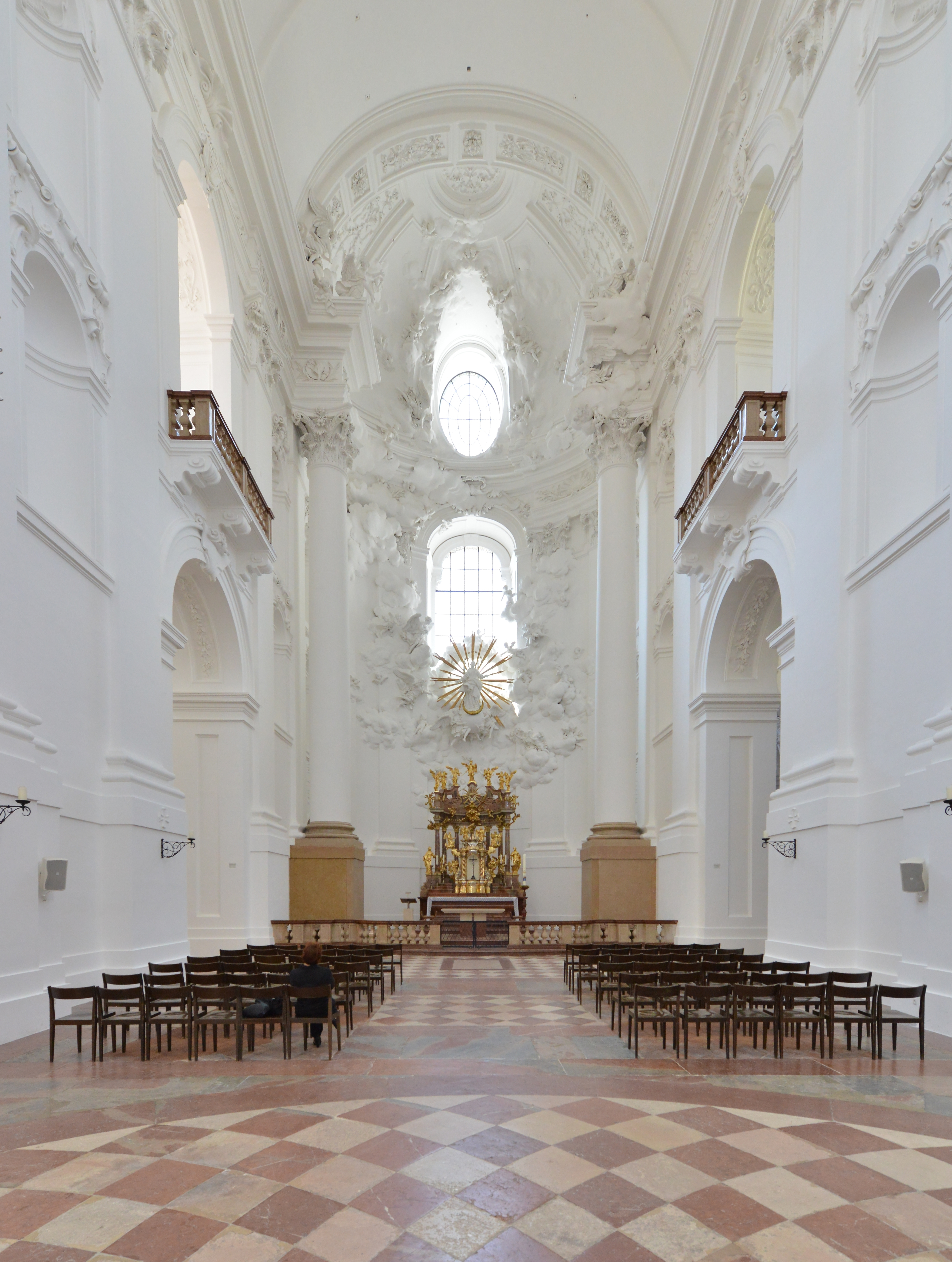
Langhaus

Die Kirche ist heute der bedeutendste Kirchenbau der Stadt Salzburg neben dem Dom, ein Hauptwerk des Barockarchitekten Fischer von Erlach und ein Kirchenbau von internationalem Rang.
Der Kirchenbau wurde zum Vorbild vieler spätbarocken Kirchen im süddeutschen Raum. Fischer von Erlach lässt hier zugunsten der Erlebbarkeit des Gesamtbauwerkes die Gestaltung der detaillierenden Schmuckelemente – auch durch die Ausführung des Kircheninneren in einheitlich weißer Farbe ohne Gemälde – zurücktreten.
Die Kirche weist drei Teile auf: die prächtige Schaufassade nach Norden, das nach Süden ausgerichtete Haupthaus und dessen stufig abfallende Anbauten. Die Türme besitzen keine Hauben, sondern werden von stilisierten Altanen bekrönt, deren Balustraden an den Ecken von Statuen überragt werden. Die Figuren stellen links (im Westen) die vier Evangelisten (Matthäus, Markus, Lukas und Johannes) und rechts (im Osten) die vier Kirchenväter (Augustinus, Ambrosius, Hieronymus und Gregor der Große) dar. Die Gestalt der heiligen Maria Immaculata auf einer Mondsichel krönt die Mitte des Bauwerkes. Zudem sind als Bekrönung der Hauptfassade Engelfiguren zu sehen. Alle diese Figuren wurden von Bernhard Michael Mandl geschaffen.
Bis 2012 befanden sich in den 20 Wandnischen des Langhauses steinerne Statuen, die Johann Piger 1905–1912 angefertigt hatte. Sie wurden abgenommen und sind jetzt in den vier Oratorien aufgestellt. Sie sind dabei von unten nicht sichtbar.
Die großen und hellen Fenster der Fassade öffnen den Bau nach außen und lösen die Schwere der Fassade auf. Der zarte Fensterschmuck stammt von Diego Francesco Carlone und Paolo d’Allio, die gemeinsam mit Fischer von Erlach auch die Wandgliederung in der Kirche im Detail gestalteten.

## Altäre

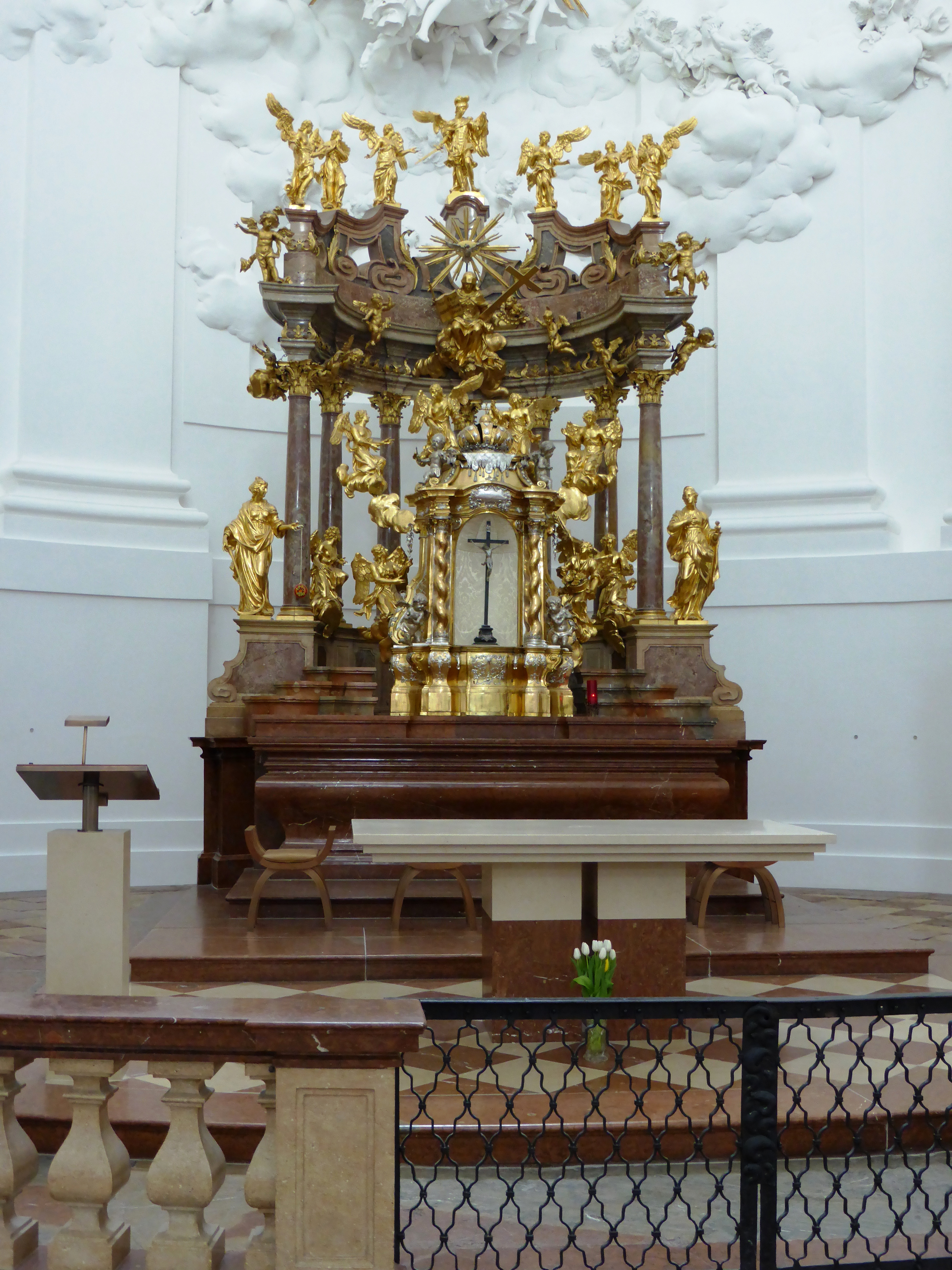
Hochaltar von 1738

Die Kirche wird innen mit einem hoch aufragenden Tonnengewölbe in Kreuzform mit Kolossalpilastern und einer zentralen Tambourkuppel überwölbt, wobei der Bau durch die vier hohen die Hauptkuppel umrahmenden Hauptkapellen zu einem Zentralbau vereinheitlicht wird. Diese in den Kirchbau einbezogenen offenen Kapellen mit ihren Altären prägen neben dem Hauptaltar das Kircheninnere. Die beiden mittigen Querschiffaltäre sind mit je einem Altarblatt von Johann Michael Rottmayr ausgestaltet. Sie zeigen den damals wichtigsten Stadtheiligen Karl Borromäus bei Pestkranken und den Mönchsvater Benedikt, heidnische Fürsten taufend. Alle Altäre sind Werke des Hoftischlers Simon Thaddäus Baldauf (1677–1753) aus Au am Inn, und des Fassmalers Peter Paul Perwanger.

### Hochaltar
Der heutige Hochaltar wurde von Pater Bernard Stuart entworfen und von Josef Anton Pfaffinger ausgeführt. Das Programm des Hochaltares stammt aus dem Alten Testament und bezieht sich auf einen Spruch Salomos (Spr 9,1 ): „Die Weisheit hat ihr Haus gebaut, ihre sieben Säulen behauen.“ Vor den Säulen stehen allegorische Figuren der Musik, Dichtung, Malerei und Baukunst sowie der vier Fakultäten.  Darüber schweben Liebe und Hoffnung, beflügelt vom Glauben. Auf der Höhe des Gesimses stehen hier sieben Erzengel. Der Altar löst sich nach oben hin in die von Fischer von Erlach entworfenen Stuckfiguren auf. Er wiederholt die Hauptmotive der Kirche und führt sie weiter. Als oberster Abschluss des Chores erscheint vor dem hellen Fenster der Apsis umgeben von plastisch modellierten Wolken, zahlreichen Engeln und einem Strahlenkranz – gleichsam überirdisch – Maria Immaculata auf einer Mondsichel.

### Kollegiumskapellen
Die Kollegiumsaltäre stehen in vier Kapellen, die den Heiligen der vier Fakultäten geweiht sind.
Im Uhrzeigersinn, beginnend vom Haupteingang zur Linken: 1. Medizin, 2. Theologie, 3. Jus und 4. Philosophie.
- Collegium Medizin: hl. Lukas schreibend, vorne Ochs und zwei Putten, die ein Kräuterbuch halten, rechts im Hintergrund das Martyrium des Heiligen. Seitlich Figuren der hll. Ägydius und Magnus.
- Collegium Theologie: hl. Thomas von Aquin schreibend, bei ihm zwei große Engel, in Wolken die Kirchenväter, rechts unten Geistliche. Seitlich Figuren der hll. Isidor und Burkard.
- Collegium Jurisprudenz: St. Ivo von Kermartin, dem ein Knabe ein Blatt Papier überreicht. Figuren der hll. Gregor und Anselm. Unten eine Kopie des Gnadenbildes von Wessobrunn.
- Collegium Philosophie: hl. Katharina von Alexandrien von großen Engeln emporgetragen. Seitlich Statuen von Lanfrankus und Beda Venerabilis.

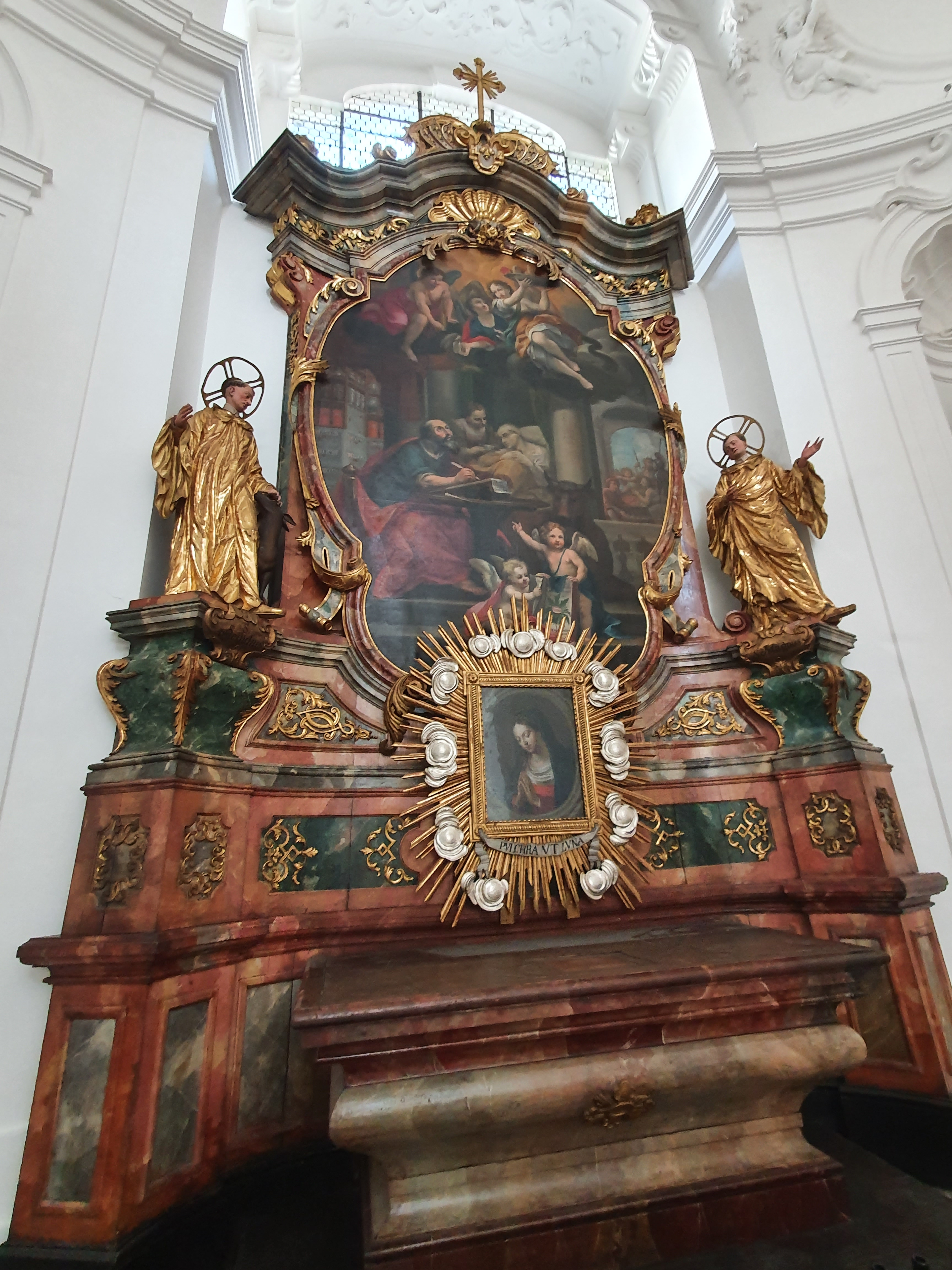
Lukasaltar der Medizinischen Fakultät
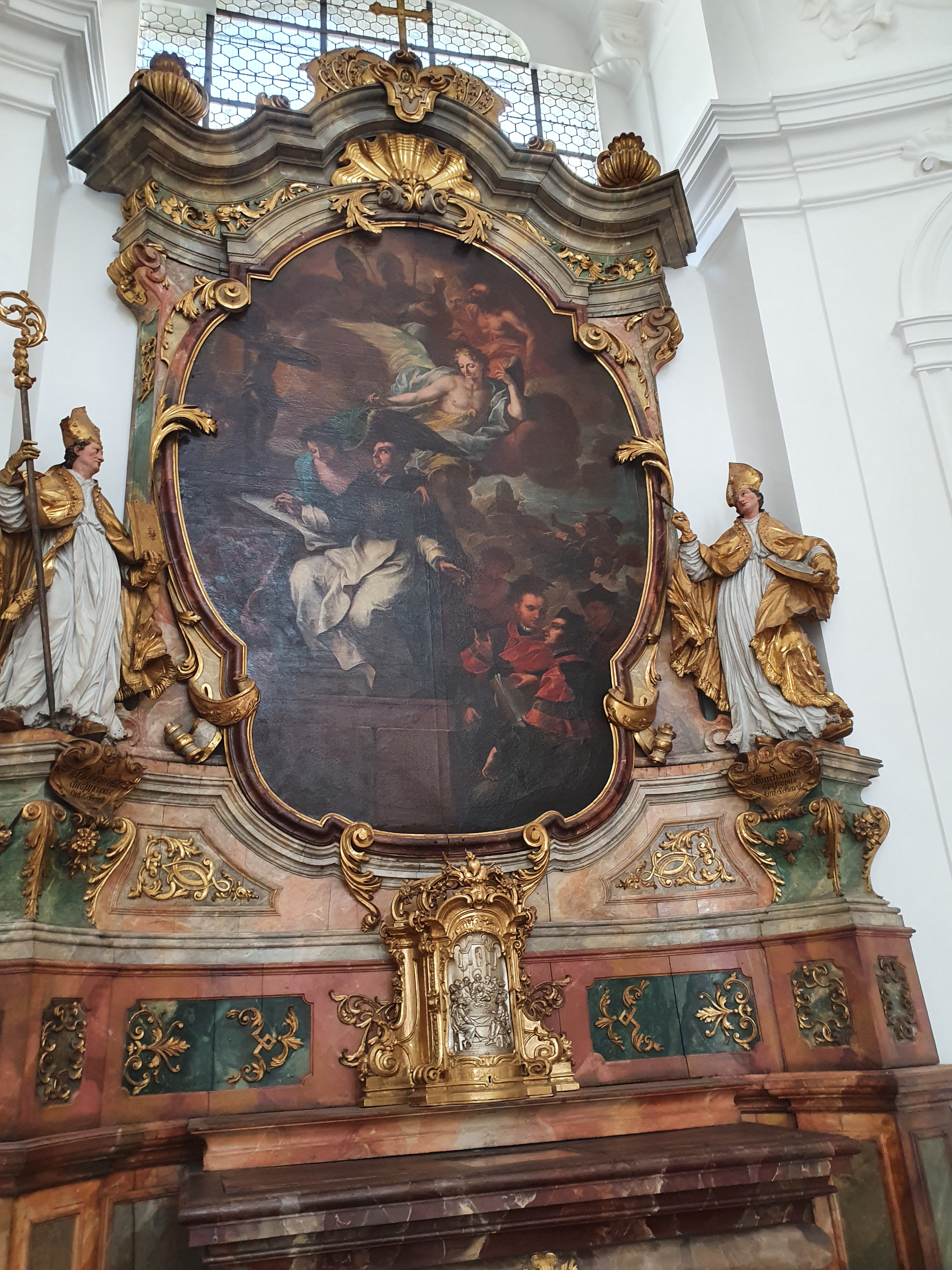
Thomasaltar der Theologischen Fakultät
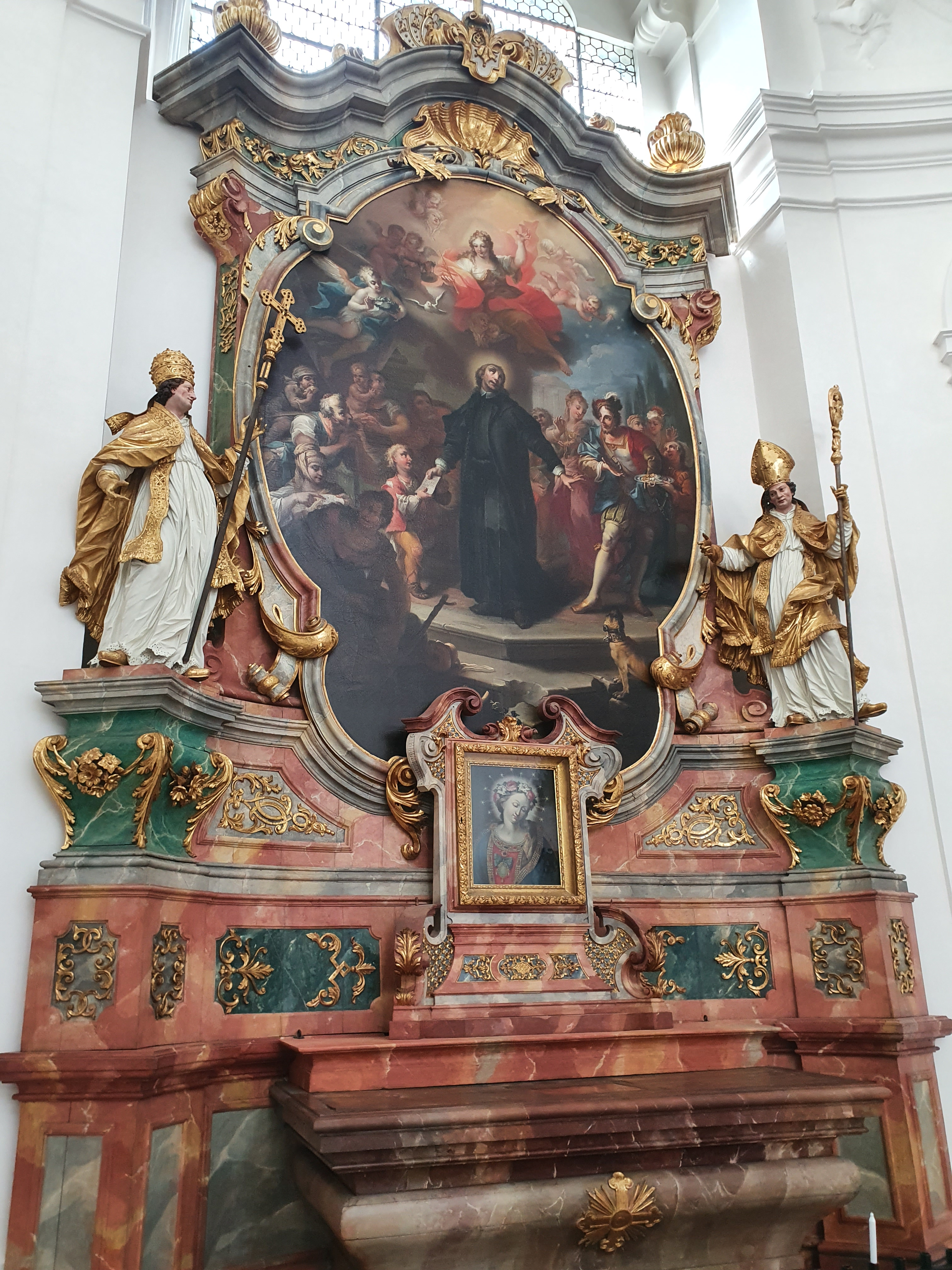
Ivo-Altar der Juridischen Fakultät
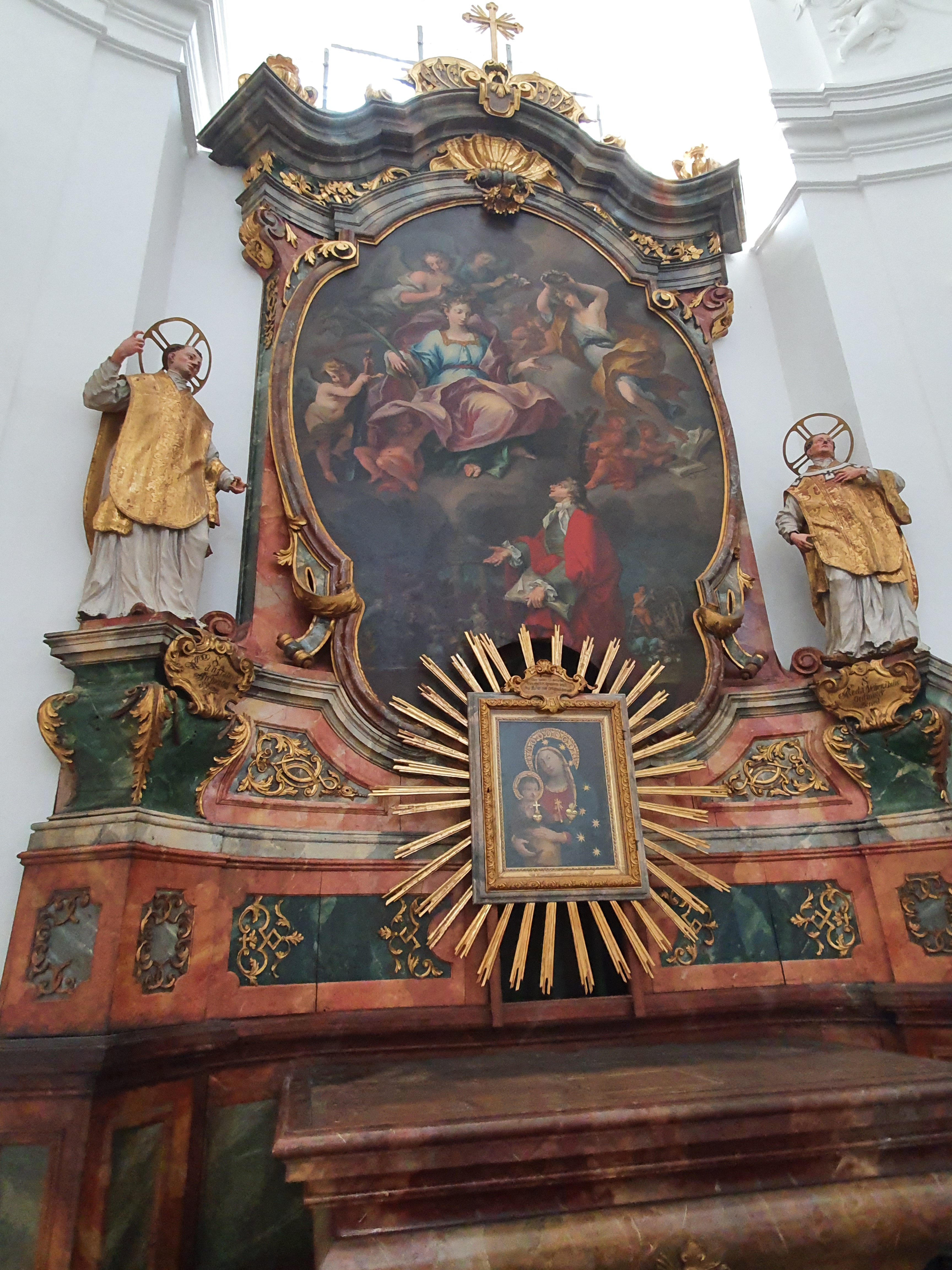
Katharinaaltar der Philosophischen Fakultät

## Orgel

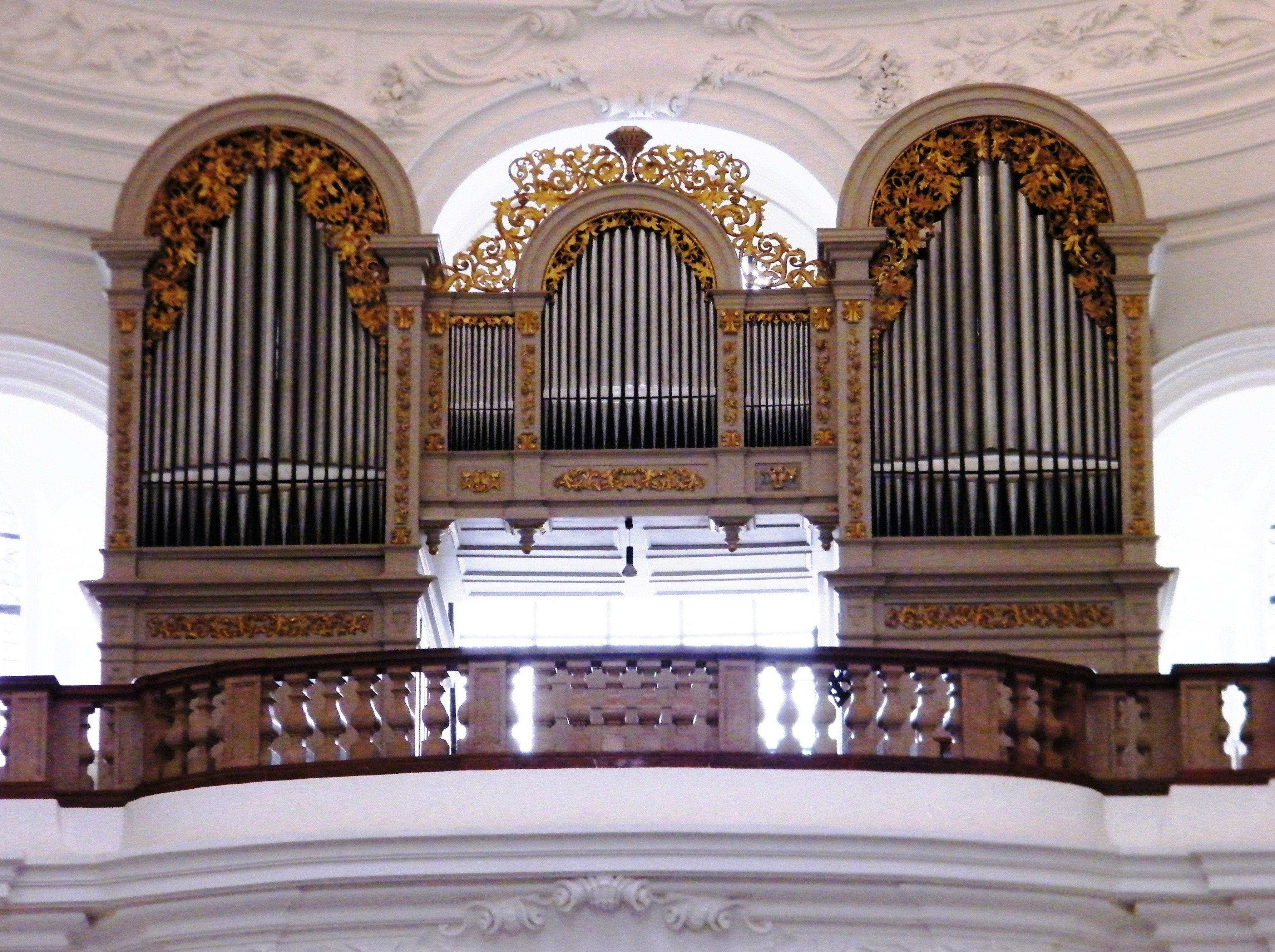
Prospekt der Matthäus-Mauracher-Orgel

Die Orgel wurde in den Jahren 1866–1868 von Matthäus Mauracher d. Ä. erbaut, der sein Orgelbau-Gewerbe im Jahr 1863 in Salzburg angemeldet hatte. Das Instrument wies 32 Register auf drei Manualen und Pedal auf, zwei Register wurden später hinzugefügt. Das II. und III. Manual stehen in einem gemeinsamen Schwellkasten. Anton Bruckner muss dieses Instrument sehr geschätzt haben. Im Winter 1869 spielte er darauf „einige Fugen, in jener streng gehaltenen Form vor, die seinen im selben Jahre bereits in Nancy und Paris erhaltenen Ruf, als großer Contrapunktist, der an Beethoven seinen Anschluß hat, entsprach“. Im Jahr darauf erfreute er „mehrere Musikfreunde durch eine interessante Produktion auf der schönen Orgel der Collegienkirche“.
1982 wurde die Orgel von der Firma Pirchner restauriert. Unter anderem wurden dabei die Zink-Prospektpfeifen wieder durch solche aus Zinn ersetzt (das Zinn der [alten] Prospektpfeifen war „zur Sicherung der Rüstungsreserve der Wehrmacht“ 1917 abgeliefert worden). Im Weiteren wurde die später hinzugekommene Trompette 8′, im Gehäuseunterteil auf eigenen zwei Laden (C- und Cis-Seite) untergebracht, stillgelegt: Die Ventile derselben waren nämlich recht primitiv an der Hauptwerkstraktur angehängt, wodurch die Gängigkeit der Traktur insgesamt beeinträchtigt war.
Disposition
| I Hauptwerk C–f3 |                |     |
| 1.               | Principal      | 16′ |
| 2.               | Bordun         | 16′ |
| 3.               | Principal      | 8′  |
| 4.               | Doppelflöte    | 8′  |
| 5.               | Viola          | 8′  |
| 6.               | Viola baritona | 8′  |
| 7.               | Nasard         | 6′  |
| 8.               | Octav          | 4′  |
| 9.               | Flöte          | 4′  |
| 10.              | Fugara         | 4′  |
| 11.              | Quint          | 3′  |
| 12.              | Mixtur IV      | 2′  |
| 13.              | Cornet III     |     |
| 14.              | Trompete       | 8′  |

| II Schwellwerk C–f3 |                 |     |
| 15.                 | Quintatön       | 16′ |
| 16.                 | Geigenprincipal | 8′  |
| 17.                 | Philomela       | 8′  |
| 18.                 | Salicional      | 8′  |
| 19.                 | Geigenpraestant | 4′  |
| 20.                 | Rohrflöte       | 4′  |
| 21.                 | Flageolet       | 2′  |
| 22.                 | Flagiolet       | 1′  |
| 23.                 | Progression III |     |

| III Schwellwerk II C–f3 |                  |    |
| 24.                     | Lieblich Gedeckt | 8′ |
| 25.                     | Gamba            | 8′ |
| 26.                     | Philomela        | 4′ |
| 27.                     | Dolce            | 4′ |

| Pedalwerk C–d1 |               |     |
| 28.            | Principalbass | 16′ |
| 29.            | Subbass       | 16′ |
| 30.            | Violonbass    | 16′ |
| 31.            | Nasard        | 12′ |
| 32.            | Octavbass     | 8′  |
| 33.            | Cello         | 8′  |
| 34.            | Bombardon     | 16′ |

Anmerkungen
1. ↑  Nach 1885 hinzugefügt.
2. ↑  Nach 1885 angefügt, durchschlagend, auf eigenen Laden. 1982 stillgelegt.
3. ↑  Mit belederten Holzkehlen.